# Izrael Milejkowski
Izrael Milejkowski (ur. 17 lipca 1887 w Krewie, zm. ok. 8 stycznia 1943) – żydowski lekarz dermatolog, działacz syjonistyczny. Podczas II wojny światowej członek warszawskiego Judenratu, pomysłodawca i kierownik badań nad głodem prowadzonych w getcie warszawskim.

## Życiorys
Urodził się w rodzinie kupieckiej. Syn Meira i Belli (Bili) z d. Ancelewicz, miał brata, Abrahama (1882–1943) i siostrę, Tanię (1890–1942?). W młodości przeprowadził się wraz z rodziną do Warszawy, gdzie, podobnie jak brat, podjął studia na Wydziale Lekarskim Uniwersytetu Warszawskiego. Ożenił się z Blimą Sowalską (1892–1927), z którą miał córkę, Janinę (ur. 1913).
Studia ukończył w 1914 roku, następnie został powołany do służby w armii Imperium Rosyjskiego jako lekarz wojskowy, podczas I wojny światowej trafił do niewoli niemieckiej. W 1919 roku wstąpił ochotniczo do Wojska Polskiego, służył jako lekarz w 63 pułku strzelców. Od listopada 1920 do maja 1921 roku służył w szpitalu nr 6 w Warszawie. Pracował również w szpitalach wojskowych w Żyrardowie i Białymstoku. Został zwolniony ze służby w 1923 roku w stopniu kapitana rezerwy, podjął następnie pracę w szpitalu żydowskim w Warszawie jako lekarz dermatolog i wenerolog. Praktykował także prywatnie, prowadząc gabinet w swoim domu przy ulicy Złotej 50.
Od 1933 roku prowadził swój gabinet przy ulicy Nalewki, następnie przeniósł go na ulicę Orlą 5/7. Był działaczem Towarzystwa Ochrony Zdrowia Ludności Żydowskiej w Polsce, Zrzeszenia Lekarzy Rzeczypospolitej Polskiej, Żydowskiego Towarzystwa Przeciwgruźliczego „Brijus”, z ramienia frakcji Et Liwnot Organizacji Syjonistycznej w Polsce był członkiem warszawskiej gminy żydowskiej. W 1936 roku wziął udział w Światowym Kongresie Lekarzy Żydowskich w Palestynie. Publikował artykuły m.in. na łamach „Naszego Przeglądu” i „Hajntu”.
Podczas kampanii wrześniowej wszedł w skład Żydowskiego Komitetu Obywatelskiego miasta stołecznego Warszawy, gdzie kierował sekcją pomocy sanitarnej i lekarskiej. Po powstaniu Rady Żydowskiej w Warszawie pod przywództwem Adama Czerniakowa wszedł w jej skład, zostając przewodniczącym Wydziału Szpitalnictwa RŻ, przejął wówczas nadzór nad szpitalem żydowskim, Szpitalem Dziecięcym Bersohnów i Baumanów oraz tzw. szpitalami kwarantannowymi. Jesienią 1940 roku został wybrany przewodniczącym Żydowskiej Izby Lekarskiej. Następnie objął również funkcję przewodniczącego Wydziału Zdrowia RŻ, w ramach którego współpracował m.in. z Mieczysławem Konem i Sarą Syrkin-Binsztejnową. Po tzw. wielkiej akcji likwidacyjnej jako przewodniczący tego wydziału przejął także nadzór nad aptekami i ubezpieczeniami społecznymi w getcie. Współpracował z Żydowską Samopomocą Społeczną. Był jednym z wykładowców na tajnych kursach medycyny Juliusza Zweibauma, a w listopadzie 1941 roku, w porozumieniu z Czerniakowem, powołał Komisję Organizacyjną, która miała zająć się badaniami nad skutkami głodu dla organizmu ludzkiego w getcie, sam następnie objął nadzór nad prowadzonymi pracami. Według dziennika Adama Czerniakowa, przewodniczący Judenratu uznawał Milejkowskiego za bardzo bliską mu osobę. Złożył również relację do archiwum grupy Oneg Szabat.
Podczas tzw. akcji styczniowej w 1943 roku został aresztowany wraz z innymi lekarzami i członkami personelu medycznego przez Niemców. Przetrzymywany był na Umschlagplatzu, miał dodawać otuchy i przemawiać do zgromadzonych tam Żydów. Według niektórych relacji wraz ze swoimi bliskimi odmówił wejścia do podstawionych wagonów, zmarł w wyniku podanego mu przez jedną z lekarek zastrzyku morfiny.